# صلاة التسابيح
صلاة التسابيح من أنواع صلاة النفل، وهي أربع ركعات بتشهد واحد أو بتسليمتين، وتسمى: صلاة التسابيح أو صلاة التسبيح؛ لاشتمالها على التسبيح الذي يكون فيها، وصيغة التسبيح التي دل عليها الحديث هي: «سبحان الله والحمد لله ولا إله إلا الله والله أكبر»، وفي رواية بزيادة: «ولا حول ولا قوة إلا بالله»، ويتكرر هذا التسبيح خمسا وسبعين مرة في كل ركعة، فيقوله المصلي بعد قراءة الفاتحة والسورة خمس عشرة مرة، ثم يقوله في الركوع عشرا ثم في الاعتدال بعد الرفع من الركوع عشرا ثم في السجود عشرا ثم في الجلوس بين السجدتين عشرا ثم في السجدة الثانية (جلسة الاستراحة) عشرا، فالمجموع خمسا وسبعين تسبيحة في ركعة، ومثل ذلك في كل ركعة من باقي الركعات الأربع، وهذه الكيفية رواها أبو داود والترمذي وابن ماجه وغيرهم من أصحاب السنن، وفي الروايات الأخرى عن عبد الله بن المبارك: أن التسبيح خمس عشرة مرة قبل القراءة، ثم عشرا بعد القراءة. ومن استطاع أن يصليها في كل يوم مرة فليفعل، وإلا ففي كل جمعة مرة، وإلا ففي كل شهر مرة، وإلا ففي كل سنة مرة، وإلا ففي العمر مرة. وهي مستحبة عند الجمهور خلافا لأحد قولين عند الحنابلة بأنها غير مستحبة؛ لعدم ثبوت الحديث عند أحمد، قالوا: وإن فعلها إنسان فلا بأس؛ لأن النوافل والفضائل لا يشترط ثبوت الحديث فيها.
وحديث صلاة التسبيح ثابت عند جمهور المحققين، خلافا لمن قال بعدم ثبوته، والقاعدة أن المثبت مقدم على النافي ومن علم حجة على من لم يعلم.

## الكيفية
صلاة التسابيح هي أربع ركعات يقرأ المصلي في كل ركعة فاتحة الكتاب وسورة، فإن فرغ من القراءة يقول: سبحان الله والحمد لله ولا إله إلا الله والله أكبر خمس عشرة مرة بعد قراءة السورة، ثم يركع فيقول هذا التسبيح وهو راكع عشر مرات، ثم يرفع رأسه من الركوع فيقول هذا التسبيح عشر مرات عند الاعتدال بعد الرفع من الركوع، ثم يهوي ساجدا فيقول هذا التسبيح وهو ساجد عشر مرات، ثم يرفع رأسه من السجود فيقول هذا التسبيح عشر مرات في الجلوس بين السجدتين، ثم يسجد السجدة الثانية فيقوله وهو ساجد عشر مرات، ثم يرفع رأسه فيقوله عشر مرات في الجلوس وهو جلوس الاستراحة وقيل لا بل هو جلوس التشهد حكاه الملا علي القاري في شرح الحديث. فذلك خمس وسبعون في كل ركعة، يفعل ذلك في الأربع ركعات، إن استطاع أن يصليها في كل يوم مرة فافعل، وإلا ففي كل جمعة مرة، وإلا ففي كل شهر مرة، وإلا ففي كل سنة مرة، وإلا ففي العمر مرة.
قال ابن عابدين: وهي أربع بتسليمة أو تسليمتين، يقول فيها ثلاثمائة مرة: سبحان الله، والحمد لله ولا إله إلا الله والله أكبر وفي رواية زيادة: ولا حول ولا قوة إلا بالله، يقول ذلك في كل ركعة خمسة وسبعين مرة، فبعد الثناء خمسة عشر، ثم بعد القراءة وفي ركوعه والرفع منه وكل من السجدتين وفي الجلسة بينهما عشراً بعد تسبيح الركوع والسجود، وهذه الكيفية هي التي رواها الترمذي في جامعه عن عبد الله بن المبارك أحد أصحاب أبي حنيفة الذي شاركه في العلم والزهد والورع، وعليها اقتصر في القنية وقال إنها المختار من الروايتين.
والرواية الثانية: أن يقتصر في القيام على خمسة عشر مرة بعد القراءة، والعشرة الباقية يأتي بها بعد الرفع من السجدة الثانية، واقتصر عليها في الحاوي القدسي والحلية والبحر، وحديثها أشهر، لكن قال في شرح المنية: إن الصفة التي ذكرها ابن المبارك هي التي ذكرها في مختصر البحر وهي الموافقة لمذهبنا لعدم الاحتياج فيها إلى جلسة الاستراحة إذ هي مكروهة عندنا. ا هـ. قلت: ولعله اختارها في القنية لهذا، لكن علمت أن ثبوت حديثها يثبتها وإن كان فيها ذلك، فالذي ينبغي فعل هذه مرة وهذه مرة.

### جدول بيان عدد التسبيح
| عدد التكبيرات | موضع التكبيرات                   | ملاحظات |
| ------------- | -------------------------------- | ------- |
| خمس عشرة      | بعد الفاتحة والسورة              |         |
| عشر           | الركوع                           |         |
| عشر           | الاعتدال من الركوع               | مثال    |
| عشر           | السجود                           | مثال    |
| عشر           | الجلوس بين السجدتين              | مثال    |
| عشر           | السجود الثاني                    | مثال    |
| عشر           | جلسة الاستراحة قبل القيام للركعة | مثال    |
| خمس وسبعون    | المجموع                          |         |

| عدد التكبيرات | موضع التكبيرات      | ملاحظات |
| ------------- | ------------------- | ------- |
| خمس عشرة      | بعد الافتتاح        |         |
| عشر           | بعد الفاتحة والسورة |         |
| عشر           | الركوع              | مثال    |
| عشر           | الاعتدال            | مثال    |
| عشر           | السجود              | مثال    |
| عشر           | الجلوس بين السجدتين | مثال    |
| عشر           | السجدة الثانية      |         |
| خمس وسبعون    | المجموع             |         |

## حكم صلاة التسبيح
ذهب الجمهور إلى أن صلاة التسابيح مستحبة، وفي أحد قولين عند الحنابلة بعدم استحبابها؛ لأن أحمد بن حنبل لما سئل عنها قال: لم يثبت عنده شيء فيها، وعلى هذا فلا بأس في فعلها؛ لأنه لا يشترط في فعلها ثبوت الحديث، صلاة التسبيح مشهورة عند أهل العلم، وقد تنازع العلماء في صحتها، فمن أهل العلم من عمل بها وصححها؛ لما في ذلك من الأجر العظيم الذي ذكره النبي صلى الله عليه وسلم وغفران السيئات.
ومن أهل العلم من ضعف الرواية ولم يصححها، وذكر أنها رواية شاذة، وحديث شاذ مخالف للأحاديث الصحيحة، وهذا القول الثاني هو أصح، أن صلاة التسبيح حديثها شاذ غير صحيح، وأن المعتمد قول من قال: إنها غير صحيحة، وأنها موضوعة لا أساس لها من الصحة، وأسانيدها كلها معلولة، ومتنها شاذ منكر مخالف للأدلة الشرعية الثابتة عن رسول الله عليه الصلاة والسلام.
وهذه الصلاة ليس فيها ما يدل على التأريخ وأنها متأخرة عن غيرها، وليس فيها ما يدل على أنها سنة استعملها النبي صلى الله عليه وسلم سابقًا ولاحقًا، وليس فيها ما يقتضي الجمع بينها وبين غيرها؛ فتعين الأمر الثالث وهو: أنها غير صحيحة، وأنها شاذة مخالفة للأحاديث الصحيحة الثابتة عن رسول الله صلى الله عليه وسلم، ومخالفة لسنته المعروفة عنه عليه الصلاة والسلام في ليله ونهاره مدة حياته عليه الصلاة والسلام، فلم يحفظ عنه أنه فعلها مرة واحدة عليه الصلاة والسلام، ولم يعرف عنه عليه الصلاة والسلام ما يدل على أنها سنة متبعة في أحاديث صحيحة؛ فعلم بذلك أنها شاذة وأنها مختلقة، وأنه لا أساس لها في الأحاديث الصحيحة الثابتة عن رسول الله عليه الصلاة والسلام.
اما القول الضعيف فهو ما يلي:
قال ابن عابدين قوله: وأربع صلاة التسبيح إلخ.. يفعلها في كل وقت لا كراهة فيه، أو في كل يوم أو ليلة مرة، وإلا ففي كل أسبوع أو جمعة أو شهر أو العمر، وحديثها حسن لكثرة طرقه، ووهم من زعم وضعه، وفيها ثواب لا يتناهى ومن ثم قال بعض المحققين: لا يسمع بعظيم فضلها ويتركها إلا متهاون بالدين، والطعن في ندبها بأن فيها تغييرا لنظم الصلاة إنما يأتي على ضعف حديثها فإذا ارتقى إلى درجة الحسن أثبتها وإن كان فيها ذلك.
وقال الصاوي في حاشيته: وصفة صلاة التسابيح التي علمها النبي ﷺ لعمه العباس، وجعلها الصالحون من أوراد طريقهم، وورد في فضلها أن من فعلها ولو مرة في عمره يدخل الجنة بغير حساب: أن يصلي أربع ركعات في وقت حل النافلة ليلا أو نهارا، والأفضل أن تكون آخر الليل خصوصا ليلة الجمعة خصوصا في رمضان. يقرأ في... ثم قال: والأفضل في مذهبنا أن يسلم من ركعتين ثم يأتي بالركعتين الأخيرتين بنية وتكبير، ويفعل فيهما كما فعل في الأوليين، ثم بعد السلام من الأربع يدعو بالدعاء الوارد في الحديث: «اللهم إني أسألك توفيق أهل الهدى، وأعمال أهل اليقين، ومناصحة أهل التوبة، وعزم أهل الصبر، وجد أهل الخشية، وطلب أهل الرغبة، وتعبد أهل الورع، وعرفان أهل العلم، اللهم إني أسألك مخافة تحجزني بها عن معاصيك، حتى أعمل بطاعتك عملا أستحق به رضاك، وحتى أناصحك في التوبة خوفا منك، وحتى أتوكل عليك في الأمور كلها حسن ظن بك، سبحان خالق النور».
قال شهاب الدين الرملي: وصلاة التسبيح مرة كل يوم، وإلا فجمعة، وإلا فشهر، وإلا فسنة، وإلا فمرة في العمر، وهي أربع بتسليمة وهو الأحسن نهارا، أو بتسليمتين وهو الأحسن ليلا كما في الإحياء، يقول في كل ركعة بعد الفاتحة وسورة: سبحان الله والحمد لله ولا إله إلا الله الله أكبر، زاد في الإحياء: ولا حول ولا قوة إلا بالله خمس عشرة مرة، وفي كل من الركوع والاعتدال وكل من السجدتين والجلوس بينهما والجلوس بعد رفعه من السجدة الثانية عشرا، فذاك خمس وسبعون مرة في كل ركعة علمها النبي صلى الله عليه وسلم العباس وذكر له فيها فضلا عظيما، وما تقرر من سنيتها هو ما اقتضاه كلامهما وجرى عليه المتأخرون، وصرح به جمع متقدمون.
قال ابن الصلاح: وحديثها حسن، وكذا قال النووي في التهذيب: وهو المعتمد، وإن جرى في المجموع والتحقيق على ضعف حديثها وأن في ندبها نظرا، وقد رد ذلك بعضهم بأنه لا يسمع بعظيم فضلها ويتركها إلا متهاون بالدين، والطعن في ندبها بأن فيها تغييرا لنظم الصلاة إنما يأتي على ضعف حديثها، فإذا ارتقى إلى درجة الحسن أثبتها، وإن كان فيها ذلك.
وقال النووي في تهذيب الأسماء واللغات: وأما صلاة التسبيح المعروفة فسميت بذلك لكثرة التسبيح فيها بخلاف العادة في غيرها، وقد جاء فيها حديث حسن في كتاب الترمذي وغيره، وذكرها المحاملي وصاحب التتمة وغيرهما من أصحابنا وهي سنة حسنة هذا لفظه، وقال ابن الصلاح: إنها سنة وإن حديثها حسن وله طرق يعضد بعضها بعضا، فيعمل به سيما في العبادات، انتهى ما في المهمات.
وقال الخطيب الشربيني: وما تقرر من أنها سنة هو المعتمد كما صرح به ابن الصلاح وغيره.
وذهب الحنابلة إلى عدم سنيتها وجواز فعلها لجواز العمل بالحديث الضعيف في فضائل الأعمال، وذهب بعضهم إلى القول باستحبابها قال البهوتي في كشاف القناع: يفعلها أي صلاة التسبيح على القول باستحبابها كل يوم مرة، وذكر ابن حجر العسقلاني عن أحمد بن حنبل أنه رجع عن القول بعدم استحبابها، وقال الرحيباني في مطالب أولي النهى: ولا تسن صلاة التسبيح. قال الإمام أحمد: ما يعجبني، قيل لم قال ليس فيها شيء يصح ونفض يده كالمنكر ولم يرها مستحبة، قال الموفق: وإن فعلها إنسان فلا بأس لجواز العمل بالحديث الضعيف في فضائل الأعمال. قال ابن قدامة: فصل: فأما صلاة التسبيح فإن أحمد قال: ما يعجبني، قيل له: لم؟ قال: ليس فيها شيء يصح، ونفض يده كالمنكر. وقد روي عن ابن عباس: وساق الحديث ثم قال: رواه أبو داود والترمذي، ولم يثبت أحمد الحديث المروي فيها، ولم يرها مستحبة، وإن فعلها إنسان فلا بأس؛ فإن النوافل والفضائل لا يشترط صحة الحديث فيها.

## حديث صلاة التسابيح
عن عكرمة عن ابن عباس أن رسول الله صلى الله عليه وسلم قال للعباس بن عبد المطلب يا عباس يا عماه ألا أعطيك ألا أمنحك ألا أحبوك ألا أفعل بك عشر خصال إذا أنت فعلت ذلك غفر الله لك ذنبك أوله وآخره قديمه وحديثه خطأه وعمده صغيره وكبيره سره وعلانيته عشر خصال أن تصلي أربع ركعات تقرأ في كل ركعة فاتحة الكتاب وسورة فإذا فرغت من القراءة في أول ركعة وأنت قائم قلت سبحان الله والحمد لله ولا إله إلا الله والله أكبر خمس عشرة مرة ثم تركع فتقولها وأنت راكع عشرا ثم ترفع رأسك من الركوع فتقولها عشرا ثم تهوي ساجدا فتقولها وأنت ساجد عشرا ثم ترفع رأسك من السجود فتقولها عشرا ثم تسجد فتقولها عشرا ثم ترفع رأسك فتقولها عشرا فذلك خمس وسبعون في كل ركعة تفعل ذلك في أربع ركعات إن استطعت أن تصليها في كل يوم مرة فافعل فإن لم تفعل ففي كل جمعة مرة فإن لم تفعل ففي كل شهر مرة فإن لم تفعل ففي كل سنة مرة فإن لم تفعل ففي عمرك مرة.
قال الترمذي: وقد روي عن النبي ﷺ غير حديث في صلاة التسبيح ولا يصح منه كبير شيء، وقد رأى ابن المبارك وغير واحد من أهل العلم صلاة التسبيح وذكروا الفضل فيه حدثنا أحمد بن عبدة حدثنا أبو وهب قال سألت عبد الله بن المبارك عن الصلاة التي يسبح فيها فقال يكبر ثم يقول سبحانك اللهم وبحمدك وتبارك اسمك وتعالى جدك ولا إله غيرك ثم يقول خمس عشرة مرة سبحان الله والحمد لله ولا إله إلا الله والله أكبر ثم يتعوذ ويقرأ بسم الله الرحمن الرحيم وفاتحة الكتاب وسورة ثم يقول عشر مرات سبحان الله والحمد لله ولا إله إلا الله والله أكبر ثم يركع فيقولها عشرا ثم يرفع رأسه من الركوع فيقولها عشرا ثم يسجد فيقولها عشرا ثم يرفع رأسه فيقولها عشرا ثم يسجد الثانية فيقولها عشرا يصلي أربع ركعات على هذا فذلك خمس وسبعون تسبيحة في كل ركعة يبدأ في كل ركعة بخمس عشرة تسبيحة ثم يقرأ ثم يسبح عشرا فإن صلى ليلا فأحب إلي أن يسلم في الركعتين وإن صلى نهارا فإن شاء سلم وإن شاء لم يسلم قال أبو وهب وأخبرني عبد العزيز بن أبي رزمة عن عبد الله أنه قال يبدأ في الركوع بسبحان ربي العظيم وفي السجود بسبحان ربي الأعلى ثلاثا ثم يسبح التسبيحات قال أحمد بن عبدة وحدثنا وهب بن زمعة قال أخبرني عبد العزيز وهو ابن أبي رزمة قال قلت لعبد الله بن المبارك إن سها فيها يسبح في سجدتي السهو عشرا عشرا قال لا إنما هي ثلاث مائة تسبيحة.

### اقتباسات
عن عكرمة عن ابن عباس قال قال رسول الله ﷺ للعباس بن عبد المطلب يا عباس يا عماه ألا أعطيك ألا أمنحك ألا أحبوك ألا أفعل لك عشر خصال إذا أنت فعلت ذلك غفر الله لك ذنبك أوله وآخره وقديمه وحديثه وخطأه وعمده وصغيره وكبيره وسره وعلانيته عشر خصال أن تصلي أربع ركعات تقرأ في كل ركعة بفاتحة الكتاب وسورة فإذا فرغت من القراءة في أول ركعة قلت وأنت قائم: سبحان الله والحمد لله ولا إله إلا الله والله أكبر خمس عشرة مرة ثم تركع فتقول وأنت راكع عشرا ثم ترفع رأسك من الركوع فتقولها عشرا ثم تهوي ساجدا فتقولها وأنت ساجد عشرا ثم ترفع رأسك من السجود فتقولها عشرا ثم تسجد فتقولها عشرا ثم ترفع رأسك من السجود فتقولها عشرا فذلك خمسة وسبعون في كل ركعة تفعل في أربع ركعات إن استطعت أن تصليها في كل يوم مرة فافعل فإن لم تستطع ففي كل جمعة مرة فإن لم تفعل ففي كل شهر مرة فإن لم تفعل ففي عمرك مرة.
عن أبي رافع قال قال رسول الله ﷺ للعباس يا عم ألا أحبوك ألا أنفعك ألا أصلك قال بلى يا رسول الله، قال: فصل أربع ركعات تقرأ في كل ركعة بفاتحة الكتاب وسورة فإذا انقضت القراءة فقل سبحان الله والحمد لله ولا إله إلا الله والله أكبر خمس عشرة مرة قبل أن تركع ثم اركع فقلها عشرا ثم ارفع رأسك فقلها عشرا ثم اسجد فقلها عشرا ثم ارفع رأسك فقلها عشرا ثم اسجد فقلها عشرا ثم ارفع رأسك فقلها عشرا قبل أن تقوم فتلك خمس وسبعون في كل ركعة وهي ثلاث مائة في أربع ركعات فلو كانت ذنوبك مثل رمل عالج غفرها الله لك قال يا رسول الله ومن لم يستطع يقولها في يوم قال قلها في جمعة فإن لم تستطع فقلها في شهر حتى قال فقلها في سنة. قال السندي: ثم الحديث قد تكلم فيه الحفاظ والصحيح أنه حديث ثابت ينبغي للناس العمل به وقد بسط الناس في ذلك وذكرت أنا طرفا منه في حاشية أبي داود وحاشية الأذكار للنووي.
المعجم الأوسط
عن مجاهد عن ابن عباس أن رسول الله ﷺ قال له: «يا غلام ألا أحبوك؟ ألا أنحلك؟ ألا أعطيك؟ قال: قلت: بلى، بأبي وأمي أنت يا رسول الله قال: فظننت أنه سيقطع لي قطعة من مال، فقال:» أربع ركعات تصليهن في كل يوم، فإن لم تستطع ففي كل جمعة، فإن لم تستطع ففي كل شهر، فإن لم تستطع ففي كل سنة، فإن لم تستطع ففي دهرك مرة: تكبر، فتقرأ أم القرآن وسورة، ثم تقول: سبحان الله والحمد لله ولا إله إلا الله والله أكبر (خمس عشرة مرة)، ثم تركع فتقولها عشرا، ثم ترفع فتقولها: عشرا، ثم تسجد فتقولها: عشرا، ثم ترفع فتقولها: عشرا، ثم تسجد فتقولها: عشرا، ثم ترفع فتقولها: عشرا، ثم تفعل في صلاتك كلها مثل ذلك، فإذا فرغت قلت بعد التشهد وقبل التسليم: «اللهم إني أسألك توفيق أهل الهدى، وأعمال أهل اليقين، ومناصحة أهل التوبة، وعزم أهل الصبر، وجد أهل الخشية، وطلب أهل الرغبة، وتعبد أهل الورع، وعرفان أهل العلم حتى أخافك، اللهم أسألك مخافة تحجزني عن معاصيك، حتى أعمل بطاعتك عملا أستحق به رضاك، وحتى أناصحك في التوبة خوفا منك، وحتى أخلص لك النصيحة حبا لك، وحتى أتوكل عليك في الأمور حسن ظن بك، سبحان خالق النور». فإذا فعلت ذلك يا ابن عباس غفر الله لك ذنوبك صغيرها وكبيرها، وقديمها وحديثها، وسرها وعلانيتها، وعمدها وخطأها. رواه الطبراني وقال: لم يرو هذا الحديث عن مجاهد إلا عبد القدوس، ولا عن عبد القدوس إلا موسى بن جعفر، تفرد به أبو الوليد المخزوم.

### المستدرك
وفي المستدرك: عن عكرمة عن ابن عباس، أن رسول الله ﷺ قال للعباس بن عبد المطلب: «يا عباس يا عماه ألا أعطيك؟ ألا أحبوك؟ ألا أفعل بك؟ عشر خصال، إذا أنت فعلت ذلك غفر الله لك ذنبك أوله وآخره، قديمه وحديثه، خطأه وعمده، صغيره وكبيره، سره وعلانيته: أن تصلي أربع ركعات تقرأ في كل ركعة بفاتحة الكتاب وسورة، فإذا فرغت من القراءة في أول ركعة قلت وأنت قائم: سبحان الله والحمد لله ولا إله إلا الله والله أكبر خمس عشرة مرة، ثم تركع فتقول وأنت راكع عشرا، ثم ترفع رأسك فتقولها عشرا، ثم تسجد فتقولها عشرا، ثم ترفع رأسك فتقولها عشرا، ثم تسجد فتقولها عشرا، ثم ترفع رأسك فتقولها عشرا، فذلك خمسة وسبعون في كل ركعة تفعل في أربع ركعات، إن استطعت أن تصليها في كل يوم فافعل، فإن لم تفعل ففي كل جمعة مرة، فإن لم تفعل ففي كل شهر مرة، فإن لم تفعل ففي كل سنة مرة، فإن لم تفعل ففي عمرك مرة».
قال الحاكم: هذا حديث وصله موسى بن عبد العزيز عن الحكم بن أبان وقد خرجه أبو بكر محمد بن إسحاق، وأبو داود سليمان بن الأشعث، وأبو عبد الرحمن أحمد بن شعيب في الصحيح، فرووه عن عبد الرحمن بن بشر وقد رواه إسحاق بن إسرائيل عن موسى بن عبد العزيز القنباري.
ورواه الحاكم من عدة طرق مرفوعا، ومرسلا عن عكرمة.. ثم قال الحاكم: هذا الإرسال لا يوهن وصل الحديث، فإن الزيادة من الثقة أولى من الإرسال على أن إمام عصره في الحديث إسحاق بن إبراهيم الحنظلي قد أقام هذا الإسناد، عن إبراهيم بن الحكم بن أبان ووصله.
قال الحاكم: وقد صحت الرواية، عن عبد الله بن عمر بن الخطاب رضي الله عنهما، أن رسول الله ﷺ علم ابن عمه جعفر بن أبي طالب رضي الله عنه هذه الصلاة كما علمها عمه العباس رضي الله عنه.
عن نافع عن ابن عمر قال: وجه رسول الله ﷺ جعفر بن أبي طالب إلى بلاد الحبشة، فلما قدم اعتنقه وقبل بين عينيه، ثم قال: «ألا أهب لك ألا أبشرك ألا أمنحك ألا أتحفك؟» قال: نعم، يا رسول الله، قال: «تصلي أربع ركعات تقرأ في كل ركعة بالحمد وسورة، ثم تقول بعد القراءة وأنت قائم قبل الركوع: سبحان الله والحمد لله ولا إله إلا الله والله أكبر ولا حول ولا قوة إلا بالله، خمس عشرة مرة، ثم تركع فتقولهن عشرا تمام هذه الركعة قبل أن تبتدئ بالركعة الثانية، تفعل في الثلاث ركعات كما وصفت لك حتى تتم أربع ركعات».
أخرجه الحاكم في المستدرك وقال: هذا إسناد صحيح لا غبار عليه، ومما يستدل به على صحة هذا الحديث استعمال الأئمة من أتباع التابعين إلى عصرنا هذا إياه ومواظبتهم عليه وتعليمه الناس، منهم عبد الله بن المبارك رحمة الله عليه.
عن أبي وهب محمد بن مزاحم قال: سألت عبد الله بن المبارك عن الصلاة التي يسبح فيها فقال: "تكبر ثم تقول: سبحانك اللهم وبحمدك وتبارك اسمك وتعالى جدك ولا إله غيرك، ثم تقول خمس عشرة مرة: سبحان الله والحمد لله ولا إله إلا الله والله أكبر، ثم تتعوذ وتقرأ بسم الله الرحمن الرحيم وفاتحة الكتاب وسورة، ثم تقول عشر مرات: سبحان الله والحمد لله ولا إله إلا الله والله أكبر، ثم تركع فتقولها عشرا، ثم ترفع رأسك فتقولها عشرا، ثم تسجد فتقولها عشرا، ثم ترفع رأسك فتقولها عشرا، ثم تسجد الثانية فتقولها عشرا، ثم ترفع رأسك فتقولها عشرا تصلي أربع ركعات على هذا فذلك خمس وسبعون تسبيحة في كل ركعة، وذلك تمام الثلاثمائة، فإن صلاها ليلا فأحب إلي أن يسلم في الركعتين، فإن صلى نهارا فإن شاء سلم وإن شاء لم يسلم. رواه الحاكم في المستدرك وقال: رواة هذا الحديث عن ابن المبارك كلهم ثقات أثبات، ولا يتهم عبد الله أن يعلمه ما لم يصح عنده سنده

### دلالة الحديث
حديث صلاة التسبيح رواه أصحاب السنن من طرق متعددة، وهو ثابت عند جمهور المحققين، وما ينقل عن البعض بخلاف ذلك فهو باعتبار أن بعض الروايات لم تثبت عند البعض، وثبوت الحديث عند أهل التحقيق حجة على من قال بخلافه، والمثبت مقدم على النافي؛ لأنه من الثقة زيادة علم، ومن علم حجة على من لا يعلم، والحديث بمجموع الطرق والروايات لا يقل عن رتبة الحسن، والحديث الحسن هو المشتمل على شروط الحديث الصحيح إلا أن الصحيح أقوى منه رتبة، ويكفي لصحة العمل بالحديث ثبوته برواية واحدة، وتعاضد الروايات يقوي بعضه بعضا.
قال السيوطي: وأفرط ابن الجوزي فأورد هذا الحديث في كتاب الموضوعات وأعله بموسى بن عبد العزيز قال إنه مجهول. قال الحافظ أبو الفضل بن حجر في كتاب (الخصال المكفرة للذنوب المقدمة والمؤخرة) أساء ابن الجوزي بذكر هذا الحديث في الموضوعات. وقوله إن موسى بن عبد العزيز مجهول لم يصب فيه فإن ابن معين والنسائي وثقاه. وقال في أمالي الأذكار: هذا الحديث أخرجه البخاري في جزء القراءة خلف الإمام وأبو داود وابن ماجه وابن خزيمة في صحيحه والحاكم في مستدركه وصححه البيهقي وغيرهم وقال ابن شاهين في الترغيب سمعت أبا بكر بن أبي داود يقول سمعت أبي يقول أصح حديث في صلاة التسبيح هذا قال وموسى بن عبد العزيز وثقه ابن معين والنسائي وابن حبان وروى عنه خلق وأخرجه البخاري في جزء القراءة هذا الحديث بعينه وأخرج له في الأدب حديثا في سماع الرعد
ضض
وببعض هذه الأمور ترتفع الجهالة. وممن صحح هذا الحديث أو حسنه غير من تقدم ابن منده وألف في تصحيحه كتابا والآجري والخطيب وأبو سعد السمعاني وأبو موسى المديني وأبو الحسن بن المفضل والمنذري وابن الصلاح والنووي في تهذيب الأسماء واللغات، وغيرهم.
وقال الديلمي في مسند الفردوس: صلاة التسبيح أشهر الصلوات وأصحها إسنادا. وروى البيهقي وغيره عن أبي حامد الشرفي قال كنت عند مسلم بن الحجاج ومعنا هذا الحديث فسمعت مسلما يقول: لا يروى فيها إسناد أحسن من هذا وقال الترمذي: قد رأى ابن المبارك وغيره من أهل العلم صلاة التسبيح وذكروا الفضل فيها. وقال البيهقي : كان عبد الله بن المبارك يصليها وتداولها الصالحون بعضهم عن بعض، وفيه تقوية للحديث المرفوع.
ولحديث ابن عباس هذا طرق فتابع موسى بن عبد العزيز عن الحكم بن أبان إبراهيم بن الحكم، ومن طريقه أخرجه ابن راهويه وابن خزيمة والحاكم وتابع عكرمة عن ابن عباس عطاء وأبو الجوزاء ومجاهد.
وورد حديث صلاة التسبيح أيضا من حديث العباس بن عبد المطلب وابنه الفضل وأبي رافع وعبد الله بن عمرو وعبد الله بن عمر وعلي بن أبي طالب وجعفر بن أبي طالب وابنه عبد الله وأم سلمة والأنصاري الذي أخرج المؤلف حديثه وسيجيء. وقال الزركشي: غلط ابن الجوزي بلا شك في جعله من الموضوعات؛ لأنه رواه من ثلاثة طرق أحدها: حديث ابن عباس وهو صحيح وليس بضعيف فضلا عن أن يكون موضوعا وغاية ما علله بموسى بن عبد العزيز فقال مجهول وليس كذلك، فقد روى عنه بشر بن الحكم وابنه عبد الرحمن وإسحاق بن أبي إسرائيل وزيد بن المبارك الصنعاني وغيرهم. وقال فيه ابن معين والنسائي ليس به بأس ولو ثبتت جهالته لم يلزم أن يكون الحديث موضوعا ما لم يكن في إسناده من يتهم بالوضع، والطريقان الآخران في كل منهما ضعيف ولا يلزم من ضعفهما أن يكون حديثهما موضوعا انتهى.